# T (латиница)
T, t (тэ, в английском и итальянском языке - "ти") — двадцатая буква базового латинского алфавита. Как и кириллическая Т, восходит к греческой букве тау. В италийских языках (включая латинский), как и в греческом, использовалась для обозначения глухого взрывного переднеязычного [t] и удержала это фонетическое значение практически во всех языках, использующих латиницу. Выступает в составе некоторых диграфов, триграфов и более сложных многобуквенных обозначений, например, th (в соответствии с греческой тетой в большинстве западноевропейских языков и для германского межзубного, как в английском и исландском языках), tch (для обозначения аффрикаты [t͡ʃ] во французском), tsch (то же в немецком) и др.
В ряде языков используются варианты буквы T с диакритиками (например, в румынском, словацком и других языках).

## Употребление
- В физике буквой T обозначается температура, период колебаний системы, а также сила натяжения нити. Строчная t обозначает время.
- В музыке буква T обозначает тонику, а также тему (в фуге).
- T9 — система набора текста, используемая в мобильных телефонах.

| Название по-русски: Тэ. Код НАТО: Tango (/ˈtænɡo/, [та́нгоу]). Азбука Морзе: − |                   |                                     |        |
| \| ○ \| ● \| \| ● \| ● \| \| ● \| ○ \| Шрифт Брайля                           | Семафорная азбука | Флаги международного свода сигналов | Амслен |
| ○                                                                             | ●                 |                                     |        |
| ●                                                                             | ●                 |                                     |        |
| ●                                                                             | ○                 |                                     |        |